# Corel Presentations
Corel Presentations is een presentatieprogramma om zowel diapresentaties als folders mee te maken.
Het is vergelijkbaar met Microsoft Office PowerPoint.
Men heeft een zeer grote vrijheid over hoe de presentaties eruitzien; de werkwijze verschilt van die van PowerPoint.
Door Corel is het uitgegeven in het WordPerfect Office Pakket.